# 云柱

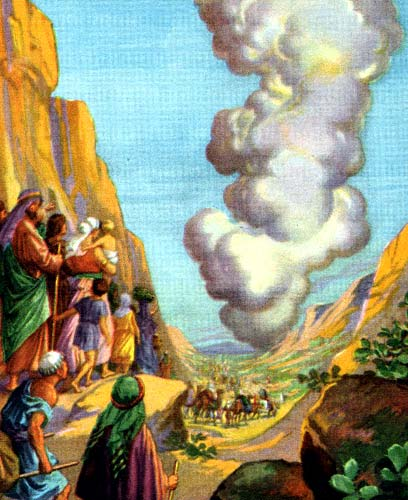

云柱（希伯来语： עמוד ענן）是耶和华临在的一种表现。根据圣经出埃及记记载，云柱在白天指引以色列人出埃及的行程（约在埃及第十八王朝）。传统上，白日的云柱与夜间照亮以色列人的火柱配对出现，“使他们日夜都可以行走”。

## 使用
- 出埃及记 13:21-22  耶和华在他们前面行，日间在云柱中领他们的路；夜间在火柱中光照他们，使他们日夜都可以行走。日间云柱，夜间火柱，总不离开百姓的面前。
- 民数记 14:14  埃及人必将这事告诉这地的居民；他们已经听见，你耶和华是在这百姓中间；因为耶和华阿，你面对面被人看见，你的云彩停在他们以上；你日间在云柱中，夜间在火柱中，在他们前面行。
- 申命记 1:33  祂在路上，在你们前面行，为你们寻找安营的地方；夜间在火柱里，日间在云柱里，指示你们当行的路。
- 诗篇 99:7  祂在云柱中对他们说话；他们遵守祂的法度，和祂所赐给他们的律例。
- 尼希米记 9:12  你日间在云柱中引导他们，夜间在火柱中照亮他们当行的路。
- 尼希米记 9:19  你还是大施怜恤，没有把他们丢弃在旷野。日间云柱没有离开他们，仍引导他们行路；夜间火柱也没有离开他们，仍照亮他们当行的路。